# Cheilosia nannomorpha
Cheilosia nannomorpha is een vliegensoort uit de familie van de zweefvliegen (Syrphidae). De wetenschappelijke naam van de soort is voor het eerst geldig gepubliceerd in 1950 door Hull and Fluke.